# EMusic
eMusic est un magasin de musique en ligne et de livres audio fondé en 1998 qui fonctionne par abonnement. Il est basé à New York avec un bureau à Londres. En mars 2011, la plateforme compte 12 millions de sons.